# Dẫn độ
Dẫn độ là một hành vi trong đó chủ thể có quyền lực pháp lý (quyền tài phán) đưa ra yêu cầu một người bị buộc tội hoặc bị kết án phạm tội ở một khu vực tài phán khác, cho cơ quan thực thi pháp luật của họ thực hiện. Đó là một quá trình thực thi pháp luật hợp tác giữa hai khu vực pháp lý và phụ thuộc vào các thỏa thuận được thực hiện giữa các khu vực này. Bên cạnh các khía cạnh pháp lý của quy trình, dẫn độ cũng liên quan đến việc chuyển giao quyền nuôi con của người bị dẫn độ đến cơ quan pháp lý của cơ quan tài phán yêu cầu.
Thông qua quá trình dẫn độ, một quyền tài phán có chủ quyền thường đưa ra yêu cầu chính thức đối với quyền tài phán có chủ quyền khác ("quốc gia được yêu cầu"). Nếu người chạy trốn được tìm thấy trong lãnh thổ của quốc gia được yêu cầu, thì quốc gia được yêu cầu có thể bắt giữ kẻ chạy trốn và khiến anh ta hoặc cô ta phải chịu quá trình dẫn độ. Các thủ tục dẫn độ mà người chạy trốn sẽ phải chịu tùy thuộc vào luật pháp và thực tiễn của nhà nước được yêu cầu.
Giữa các quốc gia, dẫn độ thường được quy định bởi các hiệp ước. Trong trường hợp dẫn độ bị ép buộc bởi luật pháp, chẳng hạn như giữa các khu vực tài phán địa phương, khái niệm này tiếng Anh gọi là rendition. Đó là một cơ chế cổ xưa, có niên đại ít nhất là vào thế kỷ 13 trước Công nguyên, khi một Pharaoh Ai Cập, Ramesses II, đã đàm phán một hiệp ước dẫn độ với Vua Hittite, Hattusili III.

## Hiệp ước hoặc thỏa thuận dẫn độ
Sự đồng thuận trong luật pháp quốc tế là một quốc gia không có nghĩa vụ phải giao nộp một tội phạm bị cáo buộc cho một quốc gia nước ngoài, bởi vì một nguyên tắc chủ quyền là mọi quốc gia đều có thẩm quyền pháp lý đối với người dân trong biên giới. Việc không có nghĩa vụ quốc tế và mong muốn quyền yêu cầu những tội phạm như vậy từ các quốc gia khác, đã gây ra một mạng lưới các hiệp ước hoặc thỏa thuận dẫn độ để phát triển. Khi không có thỏa thuận dẫn độ được áp dụng, chủ quyền vẫn có thể yêu cầu trục xuất hoặc trả lại hợp pháp cho một cá nhân theo luật nội địa của tiểu bang được yêu cầu. Điều này có thể được thực hiện thông qua luật nhập cư của tiểu bang được yêu cầu hoặc các khía cạnh khác của luật nội địa của tiểu bang được yêu cầu. Tương tự, các quy tắc tố tụng hình sự ở nhiều quốc gia có các điều khoản cho phép dẫn độ diễn ra trong trường hợp không có thỏa thuận dẫn độ. Do đó, chủ quyền có thể vẫn yêu cầu trục xuất hoặc trả lại hợp pháp một kẻ chạy trốn khỏi lãnh thổ của một quốc gia được yêu cầu trong trường hợp không có hiệp ước dẫn độ.
Không có quốc gia nào trên thế giới có một hiệp ước dẫn độ với tất cả các quốc gia khác; ví dụ, Hoa Kỳ thiếu các hiệp ước dẫn độ với Trung Quốc, Liên bang Nga, Namibia, Các Tiểu vương quốc Ả Rập Thống nhất, Bắc Triều Tiên, Bahrain và nhiều quốc gia khác.

## Rào cản dẫn độ
Bằng cách ban hành luật hoặc trong các hiệp ước hoặc thỏa thuận ký kết, các quốc gia xác định các điều kiện theo đó họ có thể đồng ý hoặc từ chối các yêu cầu dẫn độ. Quan sát các quyền cơ bản của con người cũng là một lý do quan trọng để từ chối một số yêu cầu dẫn độ. Thông thường các trường hợp ngoại lệ về quyền con người được kết hợp cụ thể trong các hiệp ước song phương. :22 Những rào cản như vậy có thể được viện dẫn liên quan đến việc đối xử với cá nhân ở nước tiếp nhận, bao gồm cả phiên tòa và bản án của họ. Các rào cản này cũng có thể mở rộng để tính đến ảnh hưởng đối với gia đình của cá nhân nếu tiến hành dẫn độ. Do đó, quyền con người được công nhận bởi các thỏa thuận quốc tế và khu vực có thể là cơ sở để từ chối các yêu cầu dẫn độ. Tuy nhiên, các trường hợp dẫn độ bị từ chối nên được coi là trường hợp ngoại lệ độc lập và sẽ chỉ xảy ra trong trường hợp đặc biệt.
Các rào cản phổ biến đối với dẫn độ bao gồm:

### Không hoàn thành tội phạm kép
Nói chung, hành vi dẫn độ được tìm kiếm phải cấu thành tội phạm bị trừng phạt bằng một số hình phạt tối thiểu ở cả hai quốc gia yêu cầu và được yêu cầu.

### Bản chất chính trị của tội phạm bị cáo buộc
Nhiều quốc gia từ chối dẫn độ các nghi phạm về tội phạm chính trị.

### Khả năng của một số hình thức trừng phạt
Một số quốc gia từ chối dẫn độ với lý do người đó, nếu bị dẫn độ, có thể bị trừng phạt tử hình hoặc bị tra tấn. Một số ít trường hợp dẫn độ bị từ chối do các hình phạt mà chính quốc gia được yêu cầu dẫn độ không quản lý.
- Án tử hình: Nhiều khu vực pháp lý, chẳng hạn như Úc,[7] Canada, Hồng Kông, Macao,[8] New Zealand,[9] Nam Phi và hầu hết các quốc gia châu Âu trừ Belarus, sẽ không cho phép dẫn độ nếu án tử hình có thể được áp dụng trên nghi phạm trừ khi họ được đảm bảo rằng án tử hình sẽ không được thông qua hoặc thực hiện. Ủy ban Nhân quyền Liên Hợp Quốc đã xem xét trường hợp của Joseph Kindler, theo quyết định của Tòa án Tối cao Canada tại Kindler v Canada để dẫn độ Kindler, người phải đối mặt với án tử hình ở Hoa Kỳ. Quyết định này được đưa ra mặc dù thực tế đã được quy định rõ ràng trong hiệp ước dẫn độ giữa hai quốc gia này rằng việc dẫn độ có thể bị từ chối, trừ khi có đảm bảo rằng án tử hình sẽ không bị áp đặt hoặc thi hành, cũng như được cho là vi phạm quyền của cá nhân theo Hiến chương Nhân quyền Canada.[10] Quyết định của Ủy ban đã xem xét Điều 6 của Công ước quốc tế về các quyền dân sự và chính trị, quyền vốn có của cuộc sống và liệu quyền này có cấm Canada dẫn độ cá nhân sang Hoa Kỳ nơi anh ta phải đối mặt với án tử hình. Ủy ban đã quyết định rằng không có nội dung nào trong các điều khoản của Điều 6 yêu cầu Canada tìm kiếm sự đảm bảo rằng cá nhân đó sẽ không phải đối mặt với án tử hình nếu bị dẫn độ.[11] Tuy nhiên, Ủy ban lưu ý rằng nếu Canada bị dẫn độ mà không có thủ tục tố tụng thì sẽ vi phạm nghĩa vụ của mình theo Công ước trong trường hợp này.
- Tra tấn, đối xử hoặc trừng phạt hoặc hạ nhục vô nhân đạo: Nhiều quốc gia sẽ không dẫn độ nếu có nguy cơ người được yêu cầu sẽ bị tra tấn, đối xử hoặc trừng phạt vô nhân đạo hoặc hạ thấp. Liên quan đến việc tra tấn, Tòa án Nhân quyền Châu Âu trong quá khứ không chấp nhận đảm bảo rằng tra tấn sẽ không xảy ra khi được đưa ra bởi một quốc gia nơi tra tấn là có hệ thống hoặc đặc hữu.[12] Mặc dù trong trường hợp gần đây hơn trước cùng một tòa án Othman (Abu Qatada) v. Vương quốc Anh, tòa án đã rút lui khỏi sự từ chối của công ty này và thay vào đó là một cách tiếp cận chủ quan hơn để đánh giá sự đảm bảo của nhà nước. Không giống như hình phạt tử hình, thường khó khăn hơn để chứng minh sự tồn tại của tra tấn trong một trạng thái và các cân nhắc thường phụ thuộc vào đánh giá chất lượng và tính hợp lệ của các đảm bảo được đưa ra bởi nhà nước yêu cầu. Trong trường hợp trục xuất của Othman (Abu Qatada), tòa án đã cung cấp 11 yếu tố mà tòa án sẽ đánh giá trong việc xác định tính hợp lệ của các đảm bảo này.[13] Mặc dù tra tấn được quy định là một biện pháp dẫn độ bởi Công ước Nhân quyền Châu Âu và phổ biến hơn là Công ước Chống tra tấn, nhưng đó cũng là một quy tắc của jus cogens theo luật quốc tế và do đó có thể được gọi là một quán bar ngay cả khi nó không được cung cấp cho trong một thỏa thuận dẫn độ.[6] Trong trường hợp của Soering v Vương quốc Anh, Tòa án Nhân quyền Châu Âu cho rằng họ sẽ vi phạm Điều 3 của Công ước Châu Âu về Nhân quyền để dẫn độ một người đến Hoa Kỳ trong vụ kiện trừng phạt thủ đô. Điều này là do các điều kiện khắc nghiệt trên tử tù và thời gian không chắc chắn trong đó bản án sẽ được thi hành, nhưng không phải là bản án tử hình. Tuy nhiên, Tòa án tại Soering nhấn mạnh rằng hoàn cảnh cá nhân của cá nhân, bao gồm tuổi tác và trạng thái tinh thần (cá nhân trong trường hợp này là 18 tuổi) có liên quan trong việc đánh giá liệu dẫn độ của họ có làm tăng nguy cơ xử lý thực sự vượt quá ngưỡng trong Điều 3 hay không.[14]

### Quyền hạn tài phán
Quyền tài phán đối với một tội phạm có thể được viện dẫn để từ chối dẫn độ. Cụ thể, việc người được yêu cầu là công dân của chính quốc gia khiến quốc gia đó có quyền tài phán (xem điểm tiếp theo).

### Công dân của chính quốc gia
Một số quốc gia, như Áo, Brazil, Cộng hòa Séc, Pháp, Đức, Nhật Bản, Na Uy, Cộng hòa Nhân dân Trung Hoa, Trung Hoa Dân Quốc (Đài Loan), Nga, Ả Rập Saudi, Thụy Sĩ  và Syria  cấm dẫn độ công dân của chính họ. Các quốc gia này thường có luật tại chỗ cho phép họ có quyền tài phán đối với các tội phạm ở nước ngoài hoặc chống lại công dân. Nhờ quyền tài phán như vậy, họ truy tố và xét xử các công dân bị cáo buộc phạm tội ở nước ngoài như thể tội phạm đã xảy ra trong biên giới của đất nước họ.

### Quyền có cuộc sống riêng tư và gia đình
Trong một số trường hợp hạn chế, Điều 8 của Công ước châu Âu về Nhân quyền đã được viện dẫn để ngăn chặn dẫn độ. Điều 8 quy định rằng mọi người đều có quyền tôn trọng cuộc sống riêng tư và gia đình của họ. Điều này đạt được bằng cách cân bằng các tác hại tiềm tàng đối với cuộc sống riêng tư chống lại lợi ích cộng đồng trong việc duy trì sự sắp xếp dẫn độ. Mặc dù điều khoản này hữu ích vì nó cung cấp cho việc cấm dẫn độ, ngưỡng cần thiết để cho phép cấm dẫn độ là cao. Điều 8 quy định rõ ràng rằng quyền này phải tuân theo các giới hạn về lợi ích của an ninh quốc gia và an toàn công cộng, vì vậy những giới hạn này phải được cân nhắc trong việc cân bằng ưu tiên đối với quyền này. Các trường hợp dẫn độ được tìm kiếm thường liên quan đến các tội phạm nghiêm trọng, vì vậy trong khi các giới hạn này thường được biện minh, đã có những trường hợp dẫn độ không thể được biện minh trong cuộc sống gia đình của cá nhân. Các trường hợp cho đến nay chủ yếu liên quan đến trẻ em phụ thuộc trong đó việc dẫn độ sẽ phản lại lợi ích tốt nhất của đứa trẻ này. Trong trường hợp của FK v. Cơ quan tư pháp Ba Lan, tòa án cho rằng sẽ vi phạm điều 8 đối với một bà mẹ có năm con nhỏ bị dẫn độ giữa các cáo buộc gian lận nhỏ đã được cam kết từ nhiều năm trước. Trường hợp này là một ví dụ về mức độ nghiêm trọng của tội phạm mà việc dẫn độ được tìm kiếm không tương xứng với việc bảo vệ lợi ích của gia đình cá nhân. Tuy nhiên, tòa án trong trường hợp này lưu ý rằng ngay cả trong trường hợp dẫn độ bị từ chối, một bản án tạm giữ sẽ được đưa ra để tuân thủ các nguyên tắc của sự thống nhất quốc tế.
Ngược lại trường hợp của HH v Phó công tố viên của Cộng hòa Ý, Genova là một ví dụ khi lợi ích công chúng khi cho phép dẫn độ vượt xa lợi ích tốt nhất của trẻ em của cặp vợ chồng này. Trong trường hợp này, cả hai cha mẹ đã bị dẫn độ về Ý vì tội nhập khẩu ma túy nghiêm trọng. Điều 8 không chỉ giải quyết nhu cầu của trẻ em mà còn cho tất cả các thành viên trong gia đình, nhưng ngưỡng cao cần có để đáp ứng Điều 8 có nghĩa là sự dễ bị tổn thương của trẻ em là trường hợp có khả năng nhất để đáp ứng ngưỡng này. Trong trường hợp của Norris v US (số 2), một người đàn ông đã tìm cách lập luận rằng nếu bị dẫn độ thì sức khỏe của anh ta sẽ bị suy yếu và nó sẽ khiến vợ anh ta bị trầm cảm. Khiếu nại này đã bị Tòa án bác bỏ trong đó tuyên bố rằng một yêu cầu thành công theo Điều 8 cần có một hoàn cảnh đặc biệt.
Nguy cơ tự tử: Các trường hợp có nguy cơ cá nhân tự tử cũng đã viện dẫn điều 8 vì lợi ích chung của việc dẫn độ phải được xem xét trước nguy cơ tự tử của cá nhân đó nếu bị dẫn độ. Trong trường hợp dẫn độ Jason của Latvia bị từ chối vì những lý do này, vì tội mà cá nhân bị truy nã không đủ đe dọa đến lợi ích công cộng để vượt qua nguy cơ tự tử cao được đánh giá là tồn tại cho cá nhân nếu bị dẫn độ.

## Dẫn độ tội phạm ở Việt Nam
Theo thống kê của Bộ Công an, tính đến tháng 7-2019, Việt Nam đã ký kết 12 hiệp định song phương chuyên biệt về dẫn độ và là thành viên của 22 điều ước quốc tế đa phương cũng như 11 hiệp định tương trợ tư pháp song phương có quy định về dẫn độ.
Dẫn độ tội phạm ở Việt Nam được quy định trong Luật Quốc tịch năm 1998, Bộ luật Tố tụng hình sự năm 2003, đặc biệt vấn đề dẫn độ tội phạm đã được quy định trong một văn bản quy phạm pháp luật chuyên ngành đó là Luật Tương trợ tư pháp năm 2007.
Bộ Công an đang kiến nghị Quốc hội sớm ban hành đạo luật chuyên biệt về dẫn độ trên cơ sở tách quy định về dẫn độ trong Luật tương trợ tư pháp năm 2007.